# أيل باويان
أيل باوين (الاسم العلمي: Axis kuhlii) هو نوع من أيل المحور المعروف أيضا باسم أيل خنزير كوهل أو أيل خنزير باوين، وهو نوع من الأيائل التي لا توجد إلا في جزيرة باوين في أندونيسيا.
- يصل ارتفاعه النموذجي للذكور من 60 إلى 70 سم. للذكور قرون بها ثلاث شوكات.
- الاسم العلمي جاء من اسم عالم الحيوان الألماني هاينريش كوهل.
- ونظرا لفقدان الموائل الجاري وصغر حجم أفرادها ومحدوديتها، يتم تقييم أيل باوين من الحيوانات المهددة بالانقراض وعلى القائمة الحمراء للأنواع المهددة. وهي مدرجة في الملحق الأول من الاتفاقية.
- لديها أعداء طبيعين قليلون جدا فباستثناء الطيور الجارحة والثعابين الكبيرة مثل البيتون.